# Jardim São Luís
Jardim São Luís é um distrito da zona sul do município brasileiro de São Paulo. Pertence administrativamente à subprefeitura do M'Boi Mirim, juntamente com o distrito de Jardim Ângela.
Os distritos de Jardim São Luís e Jardim Ângela faziam parte anteriormente do Capão Redondo. Com o novo plano diretor do município, (LEI Nº 13.430 , DE 13 DE SETEMBRO DE 2002) instituído durante a gestão Marta Suplicy, ambos os distritos ganharam certa autonomia.
Esse distrito faz divisa com os distritos de Vila Andrade, Santo Amaro, Socorro, Cidade Dutra, Jardim Ângela, Capão Redondo e Campo Limpo.
Os pontos de referência do distrito são o Centro Empresarial de São Paulo (Cenesp) e o Cemitério São Luís.
O distrito Jardim São Luís é uma região com muitas favelas, conjuntos habitacionais e diversos problemas de regiões periféricas da cidade. O Distríto tem 1 Fatec, que é a  Fatec- Zona Sul Dom Paulo Evaristo Arns e 1 Etec, que é a Etec Zona Sul Carolinha Carinhato Sampaio. Ambas unidades educacionais localizam-se na Rua Frederico Grotte.
É classificado pelo CRECI como "Zona de Valor E", assim como outros distritos da capital: Campo Limpo, Brasilândia e Itaim Paulista.

## Transporte
O Jardim São Luís é atendido pelas estações Giovanni Gronchi e Vila das Belezas, ambas pertencentes à Linha 5 do Metrô de São Paulo, que, situadas fora do distrito, contemplam os bairros deste que são fronteiriços a Santo Amaro e à Vila Andrade.
Há ainda o Terminal João Dias, também situado na Vila Andrade, à maneira das estações, que é também uma via de transporte amplamente utilizada por seus moradores.
Nos limites do São Luís com o distrito de Santo Amaro, consta também o Terminal Guido Caloi, em cujo território existe a estação Santo Amaro, por meio da qual é possível acessar a Linha 9 - Esmeralda.
Ainda que hajam esses recursos de locomoção à disposição da população local, estes são relativamente distantes da parte mais periférica e meridional do Jardim; ou seja, estão mais ao norte, enquanto a maioria dos residentes do distrito ficam ao sul.
Assim, o transporte fica muito mais à disposição de quem reside em bairros que estão em seus terrenos limítrofes setentrionais (ao norte), como o Jardim Monte Azul, o Jardim Casablanca e o Jardim da Felicidade.
Além disso, os ônibus, ao acessarem seus bairros, necessariamente precisam de passar pela Estrada de Itapecerica, pela célebre Avenida Giovanni Gronchi ou pela Avenida das Belezas, três vias com intenso e desmedido fluxo de automóveis e motocicletas.
Portanto, a região, sobrecarregada, carece tanto de vias de transporte privado como de maior oferta de transporte público, que é insuficiente à grande população do local.
Apesar disso, vale ressaltar o fato de que o distrito está mais próximo do Centro expandido de São Paulo se em comparação aos seus vizinhos Jardim Ângela, Capão Redondo, Campo Limpo e até à porção da Vila Andrade situada mais a oeste.

## Levantamento demográfico
| 50 a 2010Jardim São Luís | Nº. de Habitantes |
| ------------------------ | ----------------- |
| População em 1950        | 6.578             |
| População em 1960        | 18.555            |
| População em 1970        | 73.089            |
| População em 1980        | 163.634           |
| População em 1991        | 204.284           |
| População em 2000        | 239.161           |
| População em 2010        | 267.871           |
| População em 2022        | 259.377           |